# Kulturhistorische Archäologie
Kulturhistorische Archäologie ist eine diffusionistische Strömung innerhalb der Archäologie, die vor allem Ende des 19. und in der ersten Hälfte des 20. Jahrhunderts dominant war, aber auch heute noch praktiziert wird. Sie beruht auf einem essentialistischen Kulturverständnis und Migration stellt die Hauptinterpretationslinien dar.
Der Begriff Kulturhistorische Archäologie beschreibt den Anspruch die Geschichte schriftloser archäologischer Kulturen zu schreiben, indem man die Wanderbewegungen dieser Kulturen nachvollzieht. Früher wurden diese Kulturen mit Völkern gleichgesetzt und waren eng mit nationalistischen Ideologien verknüpft. Heute handelt es sich um ein mögliches Erklärungsmuster unter vielen.

## Prämissen
Die Kulturhistorische Archäologie basiert auf zwei aufeinander aufbauenden Grundannahmen. Zum einen auf einem diffusionistischen Innovationskonzept und zum anderen auf der archäologischen Kultur, auf welche der Diffusionismus angewendet wird.
Der Diffusionismus beschreibt zunächst ein monokausales Modell für die Verteilung bestimmter Merkmale von Kulturen. Nach diesem Modell lässt sich die Verteilung von Merkmalen nur durch eine Diffusion dieser Merkmale erklären. Der Diffusionismus sieht die Innovation bestimmter Merkmale als so spezifisch von der Umwelt abhängig, dass die Innovation immer nur einmal an einen Ort stattfinden kann. Von diesem Ort breitet sich dann dieses Merkmal aus. Dieses Erklärungsmodell schließt die Möglichkeit, dass die gleiche Innovation an zwei verschiedenen Orten gemacht werden kann, aus.
Die Archäologische Kultur beschreibt eine Gruppe von Merkmalen in der materiellen Kultur, die gemeinsam auftreten. Es handelt sich hierbei zunächst nur um eine analytische Kategorie. In der Kulturhistorischen Archäologie wurde jedoch postuliert, dass sich die archäologischen Kulturen mit Völkern gleichsetzen lassen.

## Forschungsgeschichte
Die Grundlage der Kulturhistorischen Archäologie stellt das in den 1880ern entstandene Konzept der Anthropogeographie des Ethnologen Friedrich Ratzel dar. Die Anthropogeographie lehnt unabhängige Innovationen ab und postuliert stattdessen einen strikten Diffusionismus. Insofern unterscheidet sie sich klar von den kulturevolutionistischen Paradigmen des frühen 19. Jahrhunderts.
Um die Jahrhundertwende vom 19. zum 20. Jahrhundert untersuchte Oscar Montelius einige evolutionistische Muster in der materiellen Kultur des Neolithikums und der Bronzezeit mit Hilfe der Typologischen Methode. Er stellte fest, dass die materielle Kultur im Südosten Europas immer schon weiter zu sein schien als in Nordeuropa. Um dieses Phänomen zu erklären, griff er auf den Diffusionismus zurück und wurde ein Vertreter der ex oriente lux-Schule. Diese neue diffusionistische Denkrichtung wurde von der großen Mehrheit der Archäologen angenommen. Die evolutionistische Schule verlor mehr und mehr an Bedeutung.
Der deutsche Archäologe Gustaf Kossinna kritisierte Montelius vor allem für seine Bewertung Nordeuropas als peripher und uninnovativ; Für Kossinna lag der Ursprung der Zivilisation nicht im Osten, sondern im Norden Europas. Diese Annahme basiert auf seinem zutiefst rassistischen und nationalistischen Denken. Methodisch verknüpfte er seine Vorstellung von Rasse mit bestimmten kulturellen Merkmalen. Er postulierte also, dass man die Germanen, Slawen usw. anhand der für sie typischen Keramikgefäße bis weit zurück in die Vergangenheit verfolgen könnte. Er verfasste darauf eine Gegendarstellung zu der ex-oriente-lux Schule, in der die Zivilisation aus den Norden mit den Germanen kam.
Der australische, in London lehrende Archäologe Vere Gordon Childe entwickelte explizit anhand von Kossinnas Methode ein eigenes Kulturkonzept. Childe versuchte die rassistischen Grundlagen zu umgehen und konzipierte die archäologische Kultur als analytisches Werkzeug. Es folgte eine Phase, in der archäologische Interpretationen fast ausschließlich auf der Diffusion archäologischer Kulturen aufbaute.
Verschiedene Forschungstraditionen gingen unterschiedlich mit der kulturhistorischen Archäologie um. Die anglophone Archäologie erlebte mit Lewis Binford einen Paradigmenwechsel hin zur New Archaeology. Hier wurde Diffusion nicht mehr als Erklärung für bestimmte Verteilungsmuster materieller Kultur herangezogen. In Deutschland bemühten sich verschiedene Archäologen, wie zum Beispiel Eggers, das nationalistische Erbe Kossinnas abzuschütteln und begannen vor allem seine Methoden auf die Aussagekraft zu überprüfen. Die Erfahrungen mit der Instrumentalisierung im Nationalsozialismus führten aber zu einer Abkehr von expliziter Ideologie und so etablierte sich lange Zeit eine „Theoriefeindlichkeit“ in Deutschland. Heute gilt die Migration nur noch als eine mögliche Deutung und nicht mehr als universelles Deutungsmuster. In vielen Ländern ist die Kulturhistorische Archäologie aber noch immer die vorherrschende Form der archäologischen Theorie. Hier ist sie meist eine nationalistische Archäologie, die mithilfe materieller Hinterlassenschaften die eigene Nation als überlegene Kultur darstellt.

## Kritik
Lewis Binford kritisiert die Kulturhistorische Archäologie für ihre undifferenzierte Betrachtung der Artefakte, wenn sie Wanderbewegungen von archäologischen Kulturen rekonstruiert. Er schlägt einen systemtheoretischen Ansatz vor, indem man die Artefakte in verschiedene Subsysteme unterteilt und zunächst getrennt analysiert. So bekäme man ein wesentlich komplexeres Bild der Kulturen.
Bruce Trigger kritisiert das starre Innovationsverständnis der Kulturhistorischen Archäologie. Da Migration als einziges Erklärungsmodell verstanden wurde, kam Veränderung immer von außerhalb der Gesellschaften. Interner Wandel wurde als mögliche Erklärung nicht wahrgenommen.